# 阿赫蘇
40°34′09″N 48°24′03″E / 40.56917°N 48.40083°E

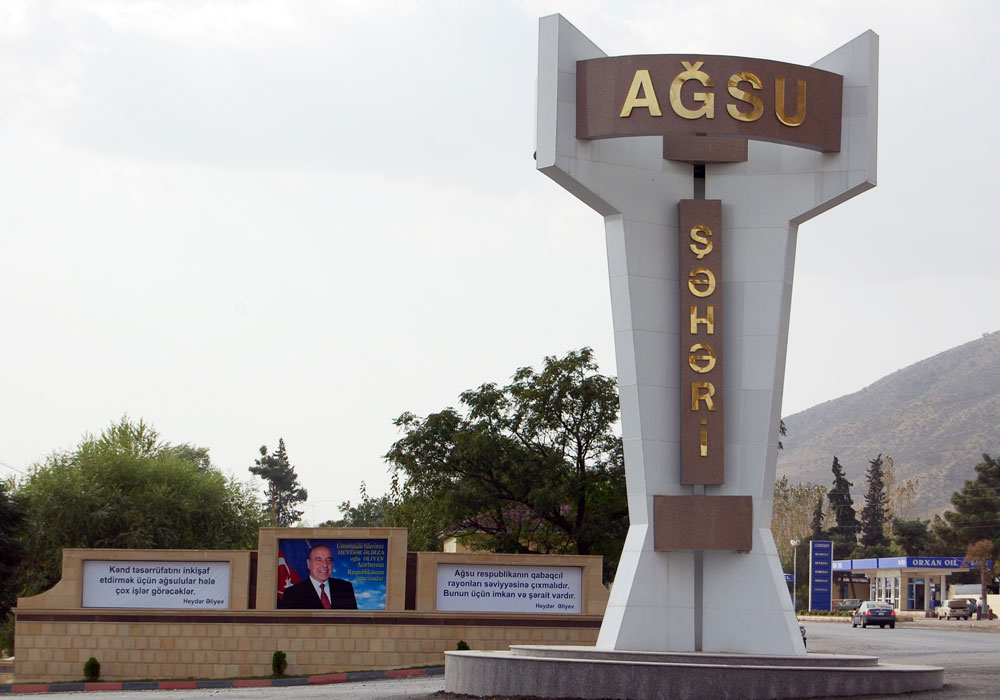
阿赫蘇

阿赫蘇是阿塞拜疆的城鎮，也是阿赫蘇區的首府，位於該國東部，距離首都巴庫162公里，始建於1735年左右，海拔高度680米，主要經濟活動是農業，2010年人口18,729。